# God Created the Integers
God Created the Integers: The Mathematical Breakthroughs that Changed History é uma antologia editada por Stephen Hawking, contendo "excertos dos 31 mais importantes trabalhos na história da matemática"
O título do livro é uma referência à citação atribuída ao matemático Leopold Kronecker, que certa vez escreveu que "Deus criou os inteiros, todo o resto é trabalho dos homens."

## Conteúdo
Os trabalhos são agrupados pelo autor e organizados cronologicamente. Cada seção é prefaciada por notas a respeito da vida e trabalho do matemático em questão. A antologia inclui trabalhos realizados pelos seguintes matemáticos:
- Euclides
- Arquimedes
- Diofanto de Alexandria
- René Descartes
- Isaac Newton
- Leonhard Euler
- Pierre-Simon Laplace
- Joseph Fourier
- Carl Friedrich Gauss
- Augustin-Louis Cauchy
- Nikolai Ivanovich Lobachevsky
- János Bolyai
- Évariste Galois
- George Boole
- Bernhard Riemann
- Karl Weierstrass
- Richard Dedekind
- Georg Cantor
- Henri Lebesgue
- Kurt Gödel
- Alan Turing

## Edições
- Hawking, Stephen (2005). God Created the Integers: The Mathematical Breakthroughs That Changed History. Running Press Book Publishers. pp. 1160 (Hardback). ISBN 0-7624-1922-9